# Bantahi (Nganha)
Pour les articles homonymes, voir Bantahi.
Bantahi est un village de la commune de Nganha situé dans la région de l'Adamaoua et le département de la Vina au Cameroun.

## Population
En 1967, Bantahi comptait 215 habitants, principalement des Peuls.
Lors du recensement de 2005, 357 personnes y ont été dénombrées.